# CBeebies
Der Fernsehsender CBeebies gehört zur BBC-Gruppe. Er wurde erstmals am 11. Februar 2002 ausgestrahlt und richtet sich an Kinder unter sechs Jahre. Für ältere Kinder existiert mit CBBC ein Schwesterkanal.

## Auszeichnungen
Der Sender wurde schon mehrfach für sein Programm mit Preisen ausgezeichnet. Unter anderem gewann CBeebies in den Jahren 2002 bis 2010 mit Ausnahme im Jahr 2003 jedes Jahr einen BAFTA Children’s Award.

## Sendungen

Logo bis 2023

Logo bis 2021

Das Programm wird täglich von 6:00 bis 19:00 Uhr UTC±0 ausgestrahlt.
Jeder Sendetag endet mit einer Bedtime Story – einer Gutenachtgeschichte. Anders als beispielsweise die Geschichten um wiederkehrende Figuren im Abendgruß des deutschen Sandmännchens (KiKA u. a.) entstammt die Bedtime Story auf CBeebies stets einem Kinderbuch. Titel und Autoren des jeweiligen Buches werden am Anfang und/oder Ende des Beitrages genannt, so kann die Geschichte bei Gefallen leicht von den Eltern nacherzählt werden. Der oder die Vortragende spricht außerdem nicht aus dem Off, sondern direkt in die Kamera, zwischendurch werden teils animierte Illustrationen aus dem entsprechenden Buch eingeblendet. Bis Oktober 2017 bestand die Reihe der CBeebies Bedtime Stories bereits aus über 600 Geschichten. Vor jeder Geschichte erfolgt eine kurze, thematisch passende Einleitung durch den Erzähler.
Während zur Mittagszeit eine Geschichte (Lunchtime Story) von einem festangestellten CBeebies-Moderator vorgelesen wird, sind die Erzähler der Gutenachtgeschichte stets Gäste. Diese sind meist Prominente, die selbst kleine Kinder haben und/oder anderweitig in der Unterhaltung von Kindern involviert sind (beispielsweise als Schauspieler, Moderatoren, Kinderbuchautoren, Komiker oder Musiker). Nicht selten werden Darsteller gewählt, die bereits Erfahrung als Voice Actor bzw. Hörbuchsprecher aufweisen und den einzelnen Figuren der Geschichte entsprechend geübt einzigartige bzw. leicht unterscheidbare Stimmen verleihen können. Unter den vortragenden Gästen waren bislang beispielsweise Michael Rosen, James McAvoy, David Tennant, Simon Pegg, Rosamund Pike, Patrick Stewart, Rob Brydon, Gary Barlow, Damian Lewis, David Hasselhoff, Lulu, Toby Stephens, Shayne Ward, John Barrowman, John Simm, Freema Agyeman und Tom Hardy, von denen jeder bereits mehrere Auftritte hatte.
Weitere bekannte Sendungen sind:
- Am Zoo 64
- Balamory
- Bob der Baumeister
- Boj
- Charlie und Lola
- Chuggington
- Die Oktonauten
- Go Jetters
- Hey Duggee
- Kleiner Roter Traktor
- Peter Kaninchen
- Pingu
- Postbote Pat
- Q Pootle 5
- Rubbadubbers
- Sarah und Duck
- Shaun das Schaf
- Teletubbies
- Timmy das Schäfchen
- Tinga Tinga Fabeln
- Tweenies
- Twirlywoos
- Wolkenkinder
- ZingZillas
- Pinky Dinky Doo
- ToddWorld

Diese werden teilweise auch international ausgestrahlt, so in Deutschland beispielsweise in synchronisierter Form (d. h. in deutscher Sprache) auf dem öffentlich-rechtlichen Kinderkanal oder dem Privatsender Super RTL.

## Moderatoren
Die Moderatoren sind in manche der ausgestrahlten Sendungen selbst involviert, darüber hinaus besteht ihre Aufgabe im geschickten Füllen der Pausen zwischen den Programmteilen (beispielsweise durch kleine Sketche oder das Präsentieren von zugesandten Geburtstagskarten ihrer jungen Zuschauer) und dem Gestalten passender Überleitungen. Fast alle Moderatoren hatten vor Beginn der Sendung bereits Erfahrung in anderen Gebieten der Kinder-Fernsehunterhaltung, zumeist als Charaktere in anderen Programmen und Shows.
- Andy Day (seit 2007)
- Katy Ashworth (seit 2011)
- Cat Sandion (seit 2013)
- Rebecca Keatley (seit 2014)
- Ben Cajee (seit 2015)
- Aneta Piotrowska (2014–2015, erneut seit 2016), seit 2008 außerdem Hauptmoderatorin des polnischen Ablegers des Senders
- Sue Monroe (2002–2006)
- Nicole Davis (2003–2006)
- Justin Fletcher (2006–2007)
- Sarah-Jane Honeywell (2006–2007)
- Eva Alexander (2006)
- Chris Jarvis (2002–2009)
- Pui Fan Lee (2002–2009)
- Sidney Sloane (2002–2013), mit 11 Jahren längste Mitarbeit, seit 2013 außerdem für das (süd-)afrikanische CBeebies tätig
- Alex Winters (2009–2015)
- Cerrie Burnell (2009–2017)

Die internationalen Ableger des Senders verwenden andere Hauptmoderatoren. Versionen von CBeebies finden sich unter anderem in Australien (Hauptmoderatorin Tara Colegrave seit 2008), Südafrika (für alle afrikanischen Commonwealth-Länder; Hauptmoderatorin Sidney Sloan, Mitgründerin des britischen Originals) Thailand, Hongkong und Singapur (Hauptmoderatorin Nisha Anil in diesen drei Ländern), Lateinamerika (Hauptmoderator Roser Cabañas seit 2009) und Polen (Hauptmoderatorin Aneta Bożena Piotrowska seit 2008, seit 2014 außerdem beim britischen Originalsender aktiv). Aneta Piotrowska war von November 2014 bis Juni 2015 und erneut seit April 2016 außerdem Moderatorin im Vereinigten Königreich.

## Empfang in Deutschland
Der Fernsehsender ist im Westen Deutschlands über den Satelliten Astra 2E auf 28,35° Ost (SD-Version) bzw. Astra 2F auf 28,2° Ost (HD-Version) empfangbar.